# Eupithecia nebulosa
Eupithecia nebulosa là một loài bướm đêm trong họ Geometridae.